# Potter Heigham
Potter Heigham est un village et une paroisse civile du Norfolk, en Angleterre.